# Edmond Goblot
 (octobre 2018).
Si vous disposez d'ouvrages ou d'articles de référence ou si vous connaissez des sites web de qualité traitant du thème abordé ici, merci de compléter l'article en donnant les références utiles à sa vérifiabilité et en les liant à la section « Notes et références ».
Pour les articles homonymes, voir Goblot.
Edmond Goblot, né le 13 novembre 1858 à Mamers et mort le 9 août 1935 à Labaroche est un philosophe et logicien français venu tardivement à la sociologie. Il est surtout connu pour son ouvrage La barrière et le niveau - étude sociologique sur la bourgeoisie française moderne publié en 1925.

## Biographie
Né à Mamers le 13 novembre 1858, Edmond Goblot, élève de l'École normale supérieure passe son agrégation de philosophie en 1893 et consacre sa thèse de doctorat à la philosophie des sciences. Il est professeur au lycée de Bastia. Par la suite, il devient professeur à la faculté de lettres de Caen, puis de Lyon. En tant que philosophe, il a contribué au renouvellement de la théorie de la démonstration. Il a également cherché à définir le raisonnement téléologique.
Membre actif de la Ligue des droits de l'homme, radical, Edmond Goblot a été dreyfusard. Il est également membre de la Ligue pour le relèvement de la moralité publique. À son troisième congrès, en 1905, il accuse la bourgeoisie d'être à l'origine de la prostitution. Il est une figure des Éclaireurs de France, mouvement de scoutisme laïque, d'abord en région lyonnaise puis au niveau national, en devenant vice-président du mouvement en 1924.
Dès 1899, Edmond Goblot s'est intéressé à la sociologie. En 1899, il publie un article les classes de la société dans la Revue d'économie politique. Avec Justice et liberté, publié en 1902, il obtient le prix de la codre de l’Académie des sciences, arts et belles-lettres de Caen. Selon Larry Portis, La Barrière et le Niveau publié en 1925 mérite de figurer parmi les écrits sociologiques les plus intéressants de notre époque et a exercé une influence considérable sur les sociologues contemporains. Il participe en 1928 au premier cours universitaire de Davos, avec de nombreux autres intellectuels français et allemands.
Edmond Goblot meurt à Labaroche (Haut-Rhin) le 9 août 1935.

## La barrière et le niveau
(octobre 2018).
- Si vous ne connaissez pas le sujet, laissez ce bandeau (vous pouvez alors contacter les auteurs).
- Si vous supprimez le contenu mis en cause (vous pouvez préalablement contacter les auteurs),

argumentez précisément cette suppression dans la page de discussion
(un manque de référence n'est pas un argument ; une recherche réelle de référence doit avoir été effectuée, être formellement documentée).
Goblot définit la bourgeoisie avant tout en termes de caractéristiques culturelles, reprenant les travaux d'Abel Hermant et René Johannet. La bourgeoisie est une réalité sociale en raison de sa cohésion culturelle. Afin de maintenir une supériorité qui la distingue des classes inférieures, et en l'absence de barrières légales, la bourgeoisie s'efforce de multiplier et de renouveler les moyens culturels qui la défendent de toute interpénétration. C'est en ce sens qu'on lui attribue généralement (par exemple Claude Lelièvre) la formule selon laquelle le baccalauréat est un "brevet de bourgeoisie", formule qui pourtant ne figure pas textuellement dans son œuvre publiée en 1925 (mais rédigée avant la première guerre mondiale). 
La distinction est l'élément clé de la mentalité bourgeoise. Cinquante ans plus tard, Pierre Bourdieu reprendra cette idée dans son ouvrage La Distinction, sans citer Goblot (mais avant Bourdieu elle avait déjà été utilisée par d'autres sociologues, par exemple Jean Baudrillard dans La société de consommation). Par sa distinction, le bourgeois vise à obtenir la considération des autres groupes sociaux, mais non les privilèges de la vieille aristocratie. Ainsi, toute démarcation sociale est à la fois barrière et niveau : la barrière est constituée des éléments qui ne sont pas accessibles aux autres membres de la société, et le niveau correspond aux critères de reconnaissance pour une communauté sociale.
C'est à l'éducation que revient la fonction de préserver les distinctions sociales et de former la mentalité bourgeoise. Les critères artistiques bourgeois reposent sur une mode vouée à la distinction et au manque d'originalité, mais ils dénotent la volonté de la bourgeoisie de s'ériger en dépositaire exclusif du goût esthétique. Goblot montre ainsi que le baccalauréat en vigueur à son époque est une barrière, car il exige une instruction inaccessible au peuple, et un niveau car il est le symbole d'une appartenance à une élite.
Finalement, selon Larry Portis, les observations de Goblot montrent combien l'idée de bourgeoisie est devenue floue dans les années 1920, et son analyse en termes culturels souligne le lien entre cette notion et l'émergence des élites et des classes moyennes. Cette définition purement culturelle de la classe sociale va renforcer la tendance à éliminer la notion de "classe" en tant que catégorie socio-économique. Néanmoins, Goblot lui-même remarque que la confusion des différents sens du mot "bourgeoisie" est très dommageable, et qu'il ne lui donne en aucun cas le sens socialiste. "On voit que le nom de bourgeois n'est pas pris ici dans l'acception spéciale que lui donne la langue socialiste."
Cette analyse, très novatrice pour l'époque, annonce le courant de la sociologie contemporaine de l'éducation et les théories modernes de la consommation, notamment celles qui raisonnent en termes d'imitation ou de rattrapage.

## Décorations
- Chevalier de la Légion d'honneur.

## Œuvres
- Essai sur la classification des sciences (Thèse), Paris, Félix Alcan, coll. «Bibliothèque de philosophie contemporaine» (1898). Lire sur Gallica.
- Le vocabulaire philosophique (1901). Lire sur Gallica.
- Justice et Liberté, Paris, Félix Alcan, coll. «Bibliothèque de philosophie contemporaine» (1902).
- Traité de logique (1918). Lire sur Gallica.
- Le système des sciences (1922). Lire sur Gallica.
- La logique des jugements de valeurs (1913, publié en 1922).
- La barrière et le niveau. Étude sociologique sur la bourgeoisie française moderne (Paris, Félix Alcan, coll. «Bibliothèque de philosophie contemporaine», 1925). Lire sur Gallica. (2e éditions PUF 1967, avec une préface de Georges Balandier, 3e édition en 1984, et dernière édition PUF 2010, coll. "Le lien social", avec une préface de Bernard Lahire).

## Sources
- Larry Portis, Les classes sociales en France, un débat inachevé (1789-1989), Les éditions ouvrières, 1988
- Michel Lallement, Logique de classe. Edmond Goblot, la bourgeoisie et la distinction sociale, Paris, Les Belles Lettres, 2015
- Raphaël Sandoz, La « hiérarchie des sciences » comtienne revisitée par Edmond Goblot, Revue philosophique de la France et de l'étranger, 142/3 (2017), p. 303-324, doi:10.3917/rphi.173.0303